# Bijan Abdolkarimi
Bijan Abdolkarimi (nascido em 1963, em Teerã) (em persa:  بیژن عبدالکریمی ) é um filósofo iraniano, pensador, tradutor e editor. Ele é professor de filosofia na Universidade Islâmica Azad. Os seus principais interesses são ontologia, filosofia política, filosofia e crítica de tradições religiosas e intelectuais. Ele afirma desafiar o domínio ideológico do discurso no Irão. Ele participou em debates em universidades iranianas e também na IRIB TV4, em que ele se opõe à noção de humanidades islâmicas.
Ele é também um estudioso do pensamento e da filosofia de Heidegger. Abdolkarimi recebeu o seu Doutorado da Universidade Muçulmana de Aligarh em 2001, sob a supervisão de Syed Abdul Sayeed na sua tese sobre a crítica do subjetivismo Kantiano.